# North Borneo Chartered Company

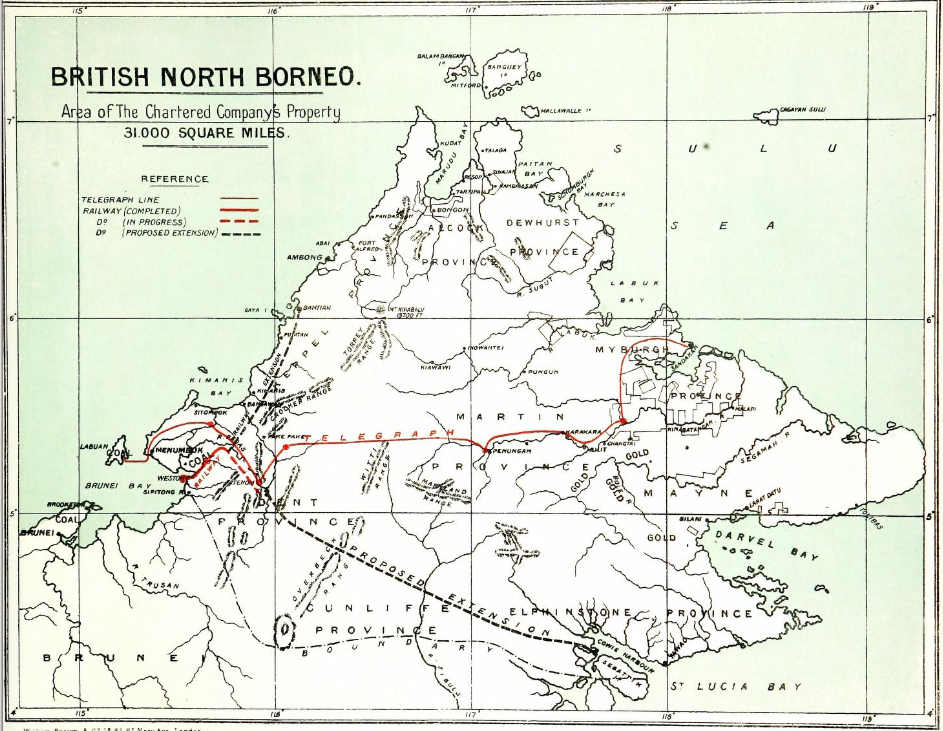
Zona Chartered companiei proprietate.

North Borneo Chartered Company sau British North Borneo Company a fost o companie chartered alocat pentru administrarea Nord Borneo (azi Sabah în Malaysia) în august 1881.